# Ekdikos
Ekdikos (gr. Ἔκδικος Ekdikos) – Spartanin, który w 391 p.n.e. dowodził złożoną z ośmiu statków flotą, która została wysłana przeciw demokratom na Rodos. Gdy statki dopłynęły do Knidos, przekonał się, że siły przeciwników dwukrotnie przewyższają jego własne, co zmusiło go do zaniechania wszelkich działań. Kiedy Spartanie dowiedzieli się o sytuacji Ekdikosa, wysłali mu z pomocą posiłki pod dowództwem Teleutiasa.
Informacje o Ekdikosie podaje Ksenofont [Hell. IV, 8], a także Diodor Sycylijski [XIV, 79, 97].